# Samuel Lorentz

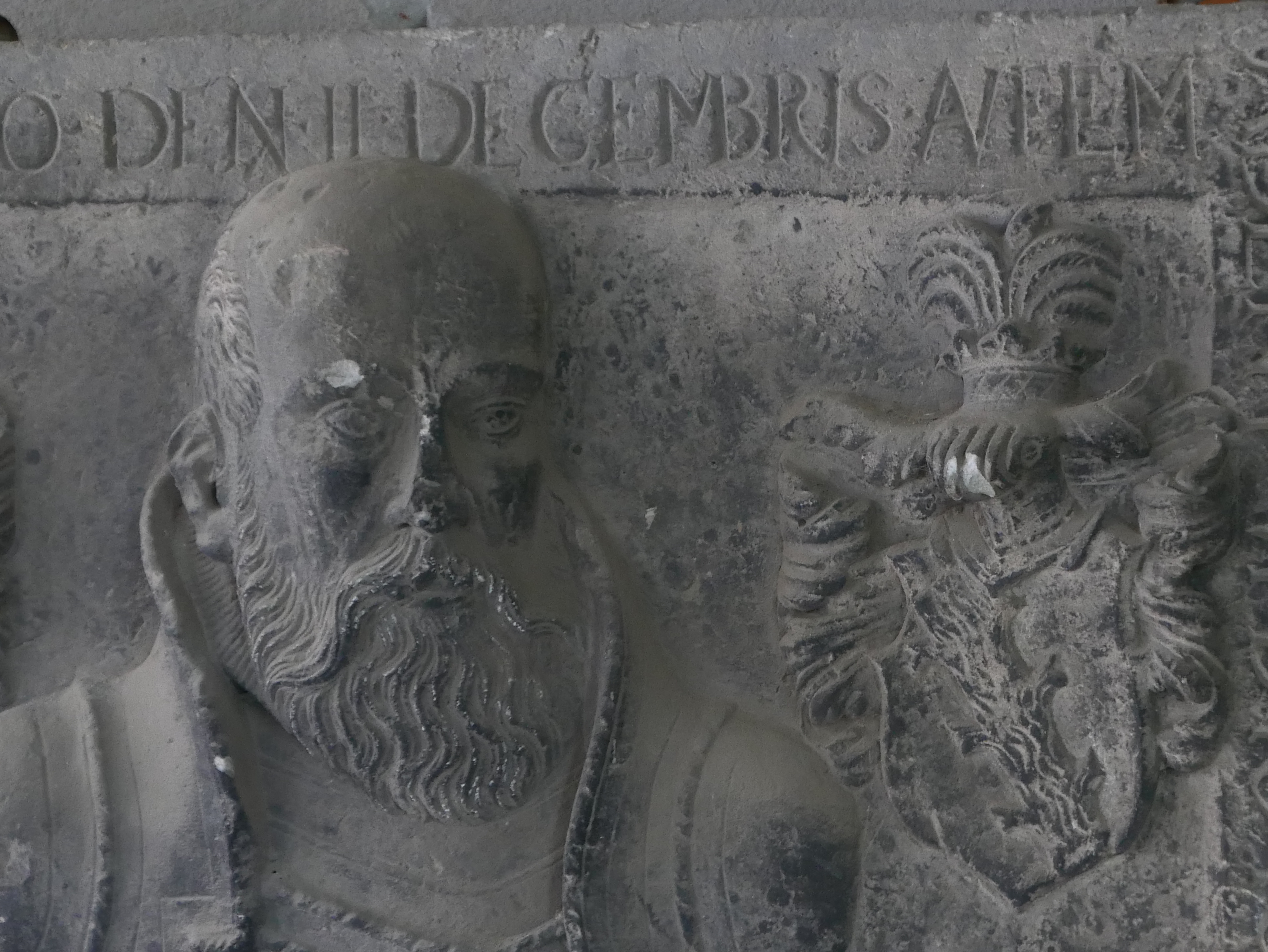
Lutherkirche in Freital, Detail der Grabplatte des Hans von Grensing (1505–1580)

Samuel Lorentz (* im 16. Jahrhundert in Freiberg; † im 16. Jahrhundert) war ein deutscher Bildhauer.

## Leben
Samuel Lorentz entstammte der Freiberger Familie Lorentz, deren Familienmitglieder durch das Bildhauerhandwerk geprägt waren. Er war ein Sohn des Baumeisters Andreas Lorentz (um 1530–um 1588) und dessen Ehefrau Margareta, deren Nachname nicht belegt ist. Sein Bruder Uriel (1550–1585) war ebenfalls Bildhauer.
Er war verheiratet. Angaben über seine Ehefrau sind nicht belegt. Seine Kinder Samuel (* 1600/1602) und Uriel (* um 1605) hatten ebenfalls das Bildhauerhandwerk erlernt. Das handwerkliche Kunstgewerbe erlernte Samuel in der Freiberger Werkstatt seines Vaters. Seine Neigung zu Porträt und menschlicher Figur lassen auf eine weitere Ausbildung außerhalb von Freiberg schließen. So finden seine Arbeiten in der evangelischen Kirche in Prag (steinerner Altar und Abendmahl) Erwähnung. Seine Mitwirkung bei den Arbeiten 1569/1570 am Taufstein der Johanniskirche in Plauen deuten darauf hin, dass er zunächst als Steinmetz gearbeitet hat. Im Freiberger Schloss, das in den Jahren 1566 bis 1577 durch den Baumeister Hans Irmisch neu errichtet wurde, belegt ein Konsolstein mit Engelsköpfchen die Mitarbeit Lorentz’. Als sein Vater 1583 einen Unfall erlitt, übernahm Samuel die Leitung der Werkstatt.
In Grillenburg besaß er einen Steinbruch, aus dem der bekannte Grillenburger Sandstein für seine Arbeiten gewonnen wurde.
Im Freiberger Dom hat sein Vater Andreas mehrere Epitaphe angefertigt, darunter das von Epitaph des Johannes von Schönberg († 1569).

## Werke (Auswahl)
- 1585: Steinerner Bergmann (ursprünglich Kanzelträger) in der Stadtkirche Brand-Erbisdorf[5]
- Nach 1580: Lutherkirche in Freital, Epitaph für Hans von Grensing († 1580)
- Nach 1586: Stadtkirche Penig, Epitaph für Hans Ernst von Schönburg († 1586)
- 1590: Sandsteinrelief Geburt Christi im Grünen Gewölbe in Dresden
- 1591 Taufstein in der Lutherkirche in Freital
- 1593: Taufstein in der Dorfkirche zu Klingenberg
- 1594: Kanzelträger in der Kirche zu Dittmannsdorf